# Clemente Šeptyc'kyj
Clemente (al secolo Kazimir Marija) Šeptyc'kyj (Prylbyči, 17 novembre 1869 – Vladimir, 1º maggio 1951) fu archimandrita dei monaci studiti ucraini; imprigionato sotto il regime sovietico, morì in carcere in URSS.
Papa Giovanni Paolo II lo dichiarò martire e lo proclamò beato nel 2001.

## Biografia
Di nobile famiglia, nel 1888 si iscrisse alla facoltà di legge dell'università Jagellonica di Cracovia e, dopo soggiorni di studio a Parigi e Monaco, si laureò nel 1892. Fu ambasciatore al Parlamento di Vienna e poi deputato del Consiglio di Stato, ma nel 1907 abbandonò la carriera politica per dedicarsi alla cura degli affari di famiglia e si avvicinò alla religione.
Dopo un'esperienza tra i benedettini di Beuron come novizio, nel 1912 entrò nel monastero bosniaco di Kamenica, appartenente a una comunità di religiosi studiti fondata da suo fratello Andrej, prendendo il nome di Clemente: nel 1913 iniziò a studiare teologia a Innsbruck e il 28 agosto 1915 fu ordinato ieromonaco a Križevci. Fu superiore della laura di Sknyliv e nel 1926 fu nominato igumeno della laura di Univ: benché fosse il fratello l'archimandrita dei monaci studiti, fu di fatto Clemente a governare l'ordine, del quale contribuì a redigere gli statuti.
Durante l'occupazione nazista di Leopoli il suo monastero offrì rifugio agli ebrei: nel 1995 lo Stato d'Israele riconobbe a Šeptyc'kyj il titolo di Giusto tra le nazioni.
Nel 1939 venne nominato esarca dell'esarcato apostolico di Russia.
Dopo la morte di Andrej, nel 1944 Josyp Slipyj nominò Clemente archimandrita.
Fu arrestato dai sovietici in 5 giugno 1947 e imprigionato a Kiev, poi a Mosca e infine a Vladimir, dove morì scontando una condanna a otto anni di lavori forzati per attività antisovietica.

## Culto
Il 18 marzo 1996 la Santa Sede concesse il nihil obstat all'apertura dell'inchiesta diocesana per la causa di beatificazione di Šeptyc'kyj e di altre numerose vittime delle persecuzioni sovietiche contro il clero e i religiosi della Chiesa greco-cattolica ucraina; il 24 aprile 2001 papa Giovanni Paolo II autorizzò la promulgazione del decreto riguardante il martirio di 25 di loro, incluso Šeptyc'kyj.
Clemente Šeptyc'kyj e gli altri martiri dell'Ucraina furono beatificati nell'ippodromo di Leopoli il 27 giugno 2001, durante la visita pastorale di Giovanni Paolo II in Ucraina.
Il suo elogio si legge nel Martirologio romano al 1º maggio.